# Treonin
Treonin (Thr ili T) je polarna esencijalna aminokiselina, 2-amino-3-hidroksi-butanska kiselina, hemijske formule HO2CCH(NH2)CH(OH)CH3. Aminokiselina ima dva hiralna centra, te se može pojaviti kao četiri stereoizomera (D-treonin, L-treonin, D-alotreonin, L-alotreonin).

## Biosinteza
Treonin se sintentizuje u biljkama i mikroorganizmima iz asparaginske kiseline preko α-aspartil-semialdehida i homoserina.

## Metabolizam
Treonin se metabolizuje na dva načina:
- u piruvat, pomoću enzima treonin dehidrogenaze
- kod čoveka; metabolizuje se u alfa-ketobutirat pomoću enzima serin dehidrataze.

## Literatura
- Кораћевић, Даринка; Бјелаковић, Гордана; Ђорђевић, Видосава. Биохемија. савремена администрација. ISBN 978-86-387-0622-8.

## Spoljašnje veze
- Bionet škola Архивирано на веб-сајту  (2. март 2014)
- Mediji vezani za članak Treonin na Vikimedijinoj ostavi